# Hyperfinstruktur
Hyperfinstruktur är ett begrepp inom atomfysiken som berör ändringar av energinivåer för elektroner kring en atom.
Den kvantmekaniska beskrivningen av energinivåer för elektroner kring en atom utgår vanligen från approximationer som ger de stora dragen, varefter korrektioner läggs på för att ge modeller som kan beskriva allt finare detaljer (små energikorrektioner eller uppdelningar av en nivå i flera nivåer). Om man inte behöver så hög noggrannhet kan man avstå från detaljerna och bara räkna med någon av de enklare modellerna.
1. En första uppskattning av elektronernas energinivåer ges av deras huvudkvanttal (Bohrs atommodell, Rydbergs formel).
2. För alla atomer utom väte (den lättaste) har även rörelsemängdsmoment (bankvanttal) stor betydelse för energinivåerna.
3. Traditionellt är nästa steg finstruktur som handlar om spinn, vilket kan förklaras genom att låta elektronen vara en liten magnet och använda ett relativistiskt synsätt. Om man klassiskt tänker sig att elektronen går i en bana kring atomkärnan så handlar finstrukturen om åt vilket håll, relativt denna bana, som elektronens spinn (magnet) pekar.[1] Detta fenomen kallas även spinn-bankoppling[2] (eng. spin-orbit interaction). Att en magnetisk kompass tenderar att peka mot norr beror på att den har sin lägsta potentiella energi i jordens magnetfält då. På motsvarande sätt har elektronen olika energi beroende på hur dess spinn pekar i magnetfältet som förknippas med dess bana kring atomkärnan (eller, relativistiskt, lika gärna atomkärnans rörelse kring elektronen).
4. För att beräkningarna skall stämma ännu bättre med verkligheten kan man även ta hänsyn till det som kort och gott kallas hyperfinstruktur. Man kan se det som att även atomkärnan är en magnet (dvs. kärnan har också ett spinn), och växelverkan mellan kärnans och elektronens magnetfält (spinn) påverkar energin (jämför att magneter kan repellera och attrahera varandra).

För de lättare grundämnena (lågt masstal) är hyperfinstrukturen liten jämfört med finstrukturen, därav deras namn.